# Zmajeva kugla
Zmajeva kugla (ドラゴンボール ) je japanska medijska franšiza koja je zasnovana na mangi autora Akire Torijame. Manga se u Japanu izdavala od 1984. do 1995 u Šueišinoj nedeljnoj manga reviji Weekly Shōnen Jump. U tom periodu ga je pratio anime „Zmajeva kugla” (Dragon Ball), kasnije njegov nastavak „Zmajeva kugla Z” (Dragon Ball Z) pa „Zmajeva kugla GT” (Dragon Ball GT), onda „Zmajeva kugla Super” (Dragon Ball Super) i na kraju Zmajeva kugla Daima (Dragon Ball Daima).
Prvi tom mange je 2002. godine na srpski prevela čačanska izdavačka kuća Sakura Project.
Sinhronizaciju celokupnog originalnog anime serijala (dakle, svaku od 153 epizode) uradila je tokom 2001. i 2002. godine MAT produkcija. Za izvorni snimak uzeta je originalna japanska verzija, ali je nekoliko scena isečeno odnosno cenzurisano prilikom obrade za srpsku publiku. Serijal je originalno emitovala RTV Pink, sa nekoliko reemitovanja, a zatim i mnoge lokalne televizije. 
Po završetku originalnog serijala, ista produkcija je sinhronizovala i Generaciju Zed, ali samo prvu sagu i početak druge, što čine 52 epizode. Godine 2011. Generaciju Zed je resinhronizovao studio Laudvorks, za potrebe TV Ultra. Pored već dve prevedene sage, prevedene su još dve (ili jedna, zavisi od načina računanja), pa je sveukupno na srpskom dostupno prvih 105 epizoda ovog serijala od inače 291 epizode, a prve 52 u dve verzije.

## Priča
Glavni lik je Son Goku, Sajonac (japanski Saiya-jin,engleski Saiyan) sa planete Vegete koji je poslat na Zemlju da uništi ovdašnje stanovništvo kako bi gospodar Friza mogao kasnije da proda tu planetu. Ali kada ga je pronašao deda Gohan, jednom prilikom Goku je pao i udario glavu i izgubio pamćenje i od tada je zaštitnik Zemlje zajedno sa Jamačom, Krilinom, Ten Šin Hanom, Muten Rošijem, svojim sinom Gohanom i mnogim drugima. Serijal je dobio ime po Zmajevim Kuglama, kojih ima sedam, i kada se sve skupe na jedno mesto, pojaviće se zmaj Šenron koji može da ispuni bilo koju želju.
U originalnoj japanskoj verziji Goku je predstavljen kao dečak koji živi u divljini. On upoznaje devojku po imenu Bulma kojoj se pridružuje u potrazi za Zmajevim kuglama. Ko skupi sve kugle, jedna želja će mu se ostvariti. U toku potrage za kuglama njih dvoje susreću pustinjskog bandita Jamaču koji je prvi Gokuov protivnik, ali kasnije im se pridružuje u potrazi. Goku poseduje Pitomi oblak (Machine Cloud) i štap koji može da se produži na veliku dužinu samo ako mu Goku naredi. Posle završetka potrage za kuglama, Goku odlazi da trenira kod Kornjačinog vrača, gde počinje njegov put ka najjačem borcu na svetu. Njemu se u treniranju pridružuje i Krilin koji je u početku njegov rival, ali kasnije postaje najbolji prijatelj.
Posle Svetskog turnira borilačkih veština gde je Goku učestvovao, on nastavlja svoju potragu za dekinom kuglom sa četiri zvezde. Na svom putu se mora suočiti sa surovom Armijom Crvene Mašne koja takođe traži sedam zmajevih kugli, a takođe njime ne predstavlja problem da u svojoj potrazi ubiju žene i decu. Goku uspeva da odoli napadima vojske koja je mnogo brojnija, pa su oni primorani da pozovu najpoznatijeg svetskog ubicu Tau Paja koji će imati zadatak da ubije Gokua. Ali na kraju Goku ubija Tau Paja i uništava svu vojsku.
Gokuov sledeći protivnik je Tenšinhan koji je učenik rivala Kornjačinog vrača, Ždralovog Vrača. Kao i Jamča, Tenšinhan će se kasnije boriti zajedno sa Gokuom.
Posle završetka 22. Svetskog turnira borilačkih veština iznenada se pojavljuje Demonski kralj Pikolo koji je želeo da ubije najbolje borce na svetu. U teškoj i do kraja neizvesnoj borbi Goku uspeva da pobedi kralja Pikola i da osveti smrt svog prijatelja Krilina. Nekoliko trenutaka pre svoje smrti Demoski kralj Pikolo uspeva da izbaci jaje iz sebe u kojem se nalazi Pikolo Junior.
Posle teške borbe sa Demonskim kraljem, Goku odlučuje da trenira kod Kamija, zaštitnika Zemlje. Kod Kamija trenira 3 godine spremajući se za 23. Svetski turnir borilačkih veština. Na turniru će se pojaviti i naslednik Demonskog kralja, Pikolo Junior. Pikolo će dokazati svima da je jak i da svi treba da ga se pribojavaju. Obojica će dospeti do finala gde će se voditi teška i neizvesna borba. Pikolo će doći u situaciju da mora da upotrebi Demonski talas (Chōbakuretsumaha) kako bi porazio Gokua. Talas pogađa Gokua, ali Goku ostaje neozleđen. Pošto je talas dosta izmorio i oštetio Pikola, Goku će upotrebiti svoje najjače oružje, Kamehame talas. On pogađa Pikola i kada se činilo da je Pikolo poražen, on iznenada ispaljuje iz svojih usta Energetski talas (Kuchikarakikouha). Tada je uspeo da rani Gokua i odlučuje da definitivno uništi Gokua tako što će mu lomiti delove tela sve dok Goku ne postane nepokretan. Pikolo skače u vis sa namerom da odigra svoj konačni potez, Eksplozivni demonski talas. Goku uspeva da se odbrani i iznenađuje Pikola kontranapadom koji ga je definitivno porazio i učinio Gokua šampionom.

## Franšiza

### Manga

#### Glavna serija
Mangu Zmajeva kugla napisao je i ilustrovao Akira Torijama. Serijalizovala se od 20. novembra 1984. do 23. maja 1995. godine u Šueišinoj nedeljnoj manga reviji . Poglavlja su sakupljena u 42 tankobona; prvi je izašao 10. septembra 1985., a poslednji 4. avgusta 1995. godine. Poglavlja su potom, u periodu od 4. decembra 2002. do 2. aprila 2004. prepakovana u 34 kanzenban toma, sa novim koricama i izmenjenim krajem.  Decembra 2012. godine, u februarskom izdanju časopisa V Jump, najavljeno je da će određena poglavlja biti reprintovana u koloru. Prvo su objavljena poglavlja 195 pa nadalje, u 20 tomova; prvi je izašao 4. februara 2013, a poslednji 4. jula 2014. godine. Poglavlja 1-194 prepakovana su u 12 tomova; prvi je izašao 4. januara, a poslednji 4. marta 2016. godine. Sošuhen izdanje mange, sa obojenim stranicama, promotivnim tekstom i pregledima, spakovalo je poglavlja originalne mange u 18 tomova; prvi je izašao 13. maja 2016., a poslednji 13. januara 2017. godine.
U Srbiji, čačanska izdavačka kuća Sakura Project je 2002. godine prevela prvi tom mange.

#### Spinofi
Manga Dragon Ball: Episode of Bardock, koju je napisala i ilustrovala Naho Oiši, predstavlja spinof/nastavak animiranog specijala Dragon Ball Z: Bardock – The Father of Goku iz 1990. godine. Priča prati Gokuovog oca Bardoka. Objavljivala se od 11. juna do 21. avgusta 2011. godine u Šuišinoj mesečnoj manga reviji V-Jump, sa ukupno tri poglavlja. Manga je decembra iste godine adaptirana u kratki animirani film.
Likovi iz Zmajeve kugle se pojavljuju u Torijaminoj mangi Ginga Patrol Jacko iz 2013. godine. U poslednjem poglavlju otkriveno je da se priča odvija pre Zmajeve kugle; a u objedinjenom tomu nalazi se kratka priča o Gokuovoj mami.
Još jedan spinof, Dragon Ball Gaiden: Tensei shitara Yamcha Datta Ken objavljivao se 2016-2017. godine u Šueišinoj digintalnoj manga reviji Shōnen Jump+. Mangu je napisao i ilustrovao Dragon Garo Li, i priča prati srednjoškolca koji se budi u telu Jamače, lika iz Zmajeve kugle. Poglavlja su objedinjena u jedan tom.

#### Krosoveri/kolaboracije
Torijama je u periodu od 1999. do 2005. godine radio na mangi Neko Majin, koja se smatra parodijom originalnog serijala. Osamu Akimoto i Torijama su 2006. godine uradili krosover između Zmajeve kugle i Osamuove mange Kochikame. Iste godine uradio je krosover sa Eičirom Odom i njegovom mangom One Piece, pod nazivom .

#### Nastavak
Nastavak glavnog serijala, Zmajeva kugla Super, napisao je Akira Torijama, a ilustrovao Tojotaro. Manga se od 20. juna 2015. godine objavljuje u Šueišinoj manga reviji , a od 5. jula iste godine adaptira u anime serijal.

### Anime
Manga je proizvela mnoge anime adaptacije. Zmajeva kugla (1986-1989), Zmajeva kugla Z (1989-1997) i Zmajeva kugla Super (2015-2018) smatraju se glavnim serijalima, dok su Zmajeva kugla GT (1996-1997) i Zmajeva kugla Heroji (2018) više kao spinofi.

#### Zmajeva kugla
Prvih 194 poglavlja mange adaptirano je u istoimeni anime od 153 epizoda koju je animirao studio Toej. Serija se originalno emitovala od 26. februara 1986. do 12. aprila 1989. godine na japanskom kanalu Fudži TV.
Srpska sihronizacija, koju je uradila MAT produkcija, emitovala se 2001-2002. na kanalu RTV Pink. Epizode su kasnije emitovane na programima Ultra i Kanal D. Prevedeno je svih 153 epizoda. Tonsku obradu priredio je Filip Jovanović. Za izvorni snimak uzeta je originalna japanska verzija, ali je nekoliko scena isečeno odnosno cenzurisano prilikom obrade za srpsku publiku. 

##### Srpska sinhronizacija
| Uloga        | Srpski glas (MAT produkcija) |
| ------------ | ---------------------------- |
| Goku         | Nenad Nenadović              |
| Bulma        | Marica Vuletić               |
| Krilin       | Dragan Vujić                 |
| Roši         | Vladan Savić                 |
| Pikolo       | Dragan Vujić                 |
| Tien         | Dragan Vujić                 |
| Jamača       | Vladan Savić                 |
| Čiči         | Valentina Pavličić           |
| Čaucu        | Vladan Savić                 |
| Komadant Red | Vladan Savić                 |
| Olong        | Dragan Vujić                 |
| Puar         | Valentina Pavličić           |
| Vračara Baba | Valentina Pavličić           |
| Pilaf        | Dragan Vujić                 |
| Lanč         | Valentina Pavličić           |
| Pripovedač   | Dragan Vujić                 |

#### Zmajeva kugla Z
Druga sezona, koju je Torijama nazvao „Zmajeva kugla Z” ili „Zmajeva kugla Zed,” emitovala se od 26. aprila 1989. do 31. januara 1996. godine, sa ukupno 291 epizoda. Serija adaptira ostala poglavlja mange. Anime je proizveo dva specijala: prvi, The One True Final Battle ~The Z Warrior Who Challenged Frieza – Son Goku's Father~ (odnosno ) emitovan je 17. oktobra 1990.; a drugi, Defiance in the Face of Despair!! The Remaining Super-Warriors: Gohan and Trunks (odnosno ) emitovao se 24. februara 1993. godine. 
U Srbiji, sinhronizovano je 105 epizoda, s tim da su prve 52 sinhronizovane dvaput. Prvu sinhronizaciju radila je MAT produkcija, i ona pokriva samo prve 52 epizode. Drugu sinhronizaciju je 2011. godine uradio studio Oblakoder, i pokriva epizode 1-105.

#### Zmajeva kugla GT
Za razliku od prethodnih serija, Zmajeva kugla GT nije bazirana na mangi. Studio Toej je smatra nastavkom originalne mange, dok je Torijama smatra „veličanstvenom sporednom pričom“. Torijama je radio dizajn glavnih likova, svemirskog broda, određenih planeta, kao i samog logotipa. Serija se emitovala od 7. februara 1996. do 19. novembra 1997. godine, sa ukupno 64 epizoda.  Takođe je proizvela specijal pod nazivom, Goku's Side Story! The Proof of his Courage is the Four-Star Ball (odnosno A Hero's Legacy) koji je emitovan 26. marta 1997. godine.
Ova serija nije sinhronizovana na srpski.

#### Zmajeva kugla Z Kaj
Zmajeva kugla Z je 2009., za 20. godišnjicu originalnog serijala, prerađen, i sa 291 epizoda skraćen na 159 (odnosno 167 za inostrano tržište). Epizode su takođe remasterovane, i neki kadrovi koji su prethodno bili oštećeni, su ponovo animirani. Originalni japanski glasovni glumci su opet pozajmili svoje glasove, kako bi poboljšali kvalitet zvuka. Određene epizode su izbačene, kako bi serija bolje pratila mangu. Ova verzija emitovala se od 5. aprila 2009. do 28. juna 2015. godine kao Zmajeva kugla Z Kaj.

#### Zmajeva kugla Super
Zmajeva kugla Super adaptacija je istoimene mange koju je napisao Akira Torijama, a ilustrovao Tojotaru, i predstavlja nastavak originalnog serijala. Emitovala se od 5. jula 2015. do 25. marta 2018. godine, sa ukupno 131 epizodom.

#### Zmajeva kugla Heroji
Zmajeva kugla Heroji, ili Zmajeva kugla Super Heroji je originalna net animacija i promotivna serija za istoimenu kartašku i video igru. Serija, takođe nastala u produkciji studija Toej, emituje se od 1. jula 2018. godine.

#### Zmajeva kugla Daima
Zmajeva kugla Daima je najavljena na New York Comic-Con manifestaciji 12. oktobra 2023. godine. To će biti nova serija koja će pratiti Goku-a i njegove prijatelje kroz ranije neviđene svetove i avanture. Akira Torijama je kreditovan za originalan rad, scenario i dizajn likova. Anime se emitovao od 11. oktobra 2024. do 28. februara 2025. godine sa ukupno 20 epizoda.

#### Specijali
U čast 40. godišnjice postojanja časopisa Weekly Shōnen Jump, 21. septembra 2008. prikazan je kratkometražni film Dragon Ball: Yo! Son Goku and His Friends Return!!. Spinof manga Nahoje Oiši, Dragon Ball: Episode of Bardock, takođe je adaptiran u kratkometražni film, prikazan 17-18. decembra 2011. na manifestaciji Jump Festa.
Vodič za igricu Dragon Ball Z Side Story: Plan to Eradicate the Saiyans je 1993. godine objavljen u vidu dvodelne originalne video animacije. Godine 2010. urađen je rimejk specijala, pod nazivom Dragon Ball: Plan to Eradicate the Super Saiyans. Rimejk je objavljen zajedno sa igricom Dragon Ball: Raging Blast 2, kao dodatak.
Serijali Zmajeva kugla, One Piece i Toriko su 7. aprila 2013. dobili dvočasovni krosover specijal pod nazivom Dream 9 Toriko & One Piece & Dragon Ball Z Super Collaboration Special!!.

### Filmovi

#### Animirani
Zaključno sa 2022. godinom, postoji 21 animirani film baziran na ovoj franšizi. Prvih sedamnaest objavljeno je između 1986. i 1997. godine, i uglavnom rekapituliraju scene iz prve sezone (filmovi 1-3, 17) i Zmajeve kugle Z (filmovi 4-16), sa par izmena. Osamnaesti (2013) i devetanesti (2015) film takođe su bazirani na Generaciji Zed. Filmovi 21 i 22, koji su izašli 2018. i 2020. godine, bazirani su na Super serijalu.

#### Igrani
Početkom devedesetih godina dvadesetog veka, Zmajeva kugla adaptirana je, premda nezvanično, u dva igrana filma. Prvo u korejski (енгл. Dragon Ball: Ssawora Son Goku, Igyeora Son Goku) 1990, pa u tajvanski (енгл. Dragon Ball: The Magic Begins) 1991. godine.
Marta 2002., američka kompanija 20th Century Fox otkupila je licencu za Zmajevu kuglu, pa aprila 2009. objavila igrani film pod nazivom Zmajeva kugla Evolucija. Film je doživeo veliki neuspeh, do te mere da je Akira Torijama izjavio da ga ne smatra adaptacijom. Scenarista filma, Ben Remzi, je potom objavio izvinjenje u kome je priznao da su mu glavna motivacija bile pare.
Nakon što je 2019. godine kompanija Volt Dizni otkupila 20th Century Fox, glumac Džeki Čen je izjavio da bi želeo da adaptira Zmajevu kuglu u igrani film.

### Igre

#### Video igrice
Postoji preko pedeset video igrica baziranih na ovom naslovu. Prva, Dragon Ball: Dragon Daihikyō, izašla je 27. septembra 1986. godine za konzolu Super Cassette Vision; a zaključno sa 2022. godinom, poslednja igrica je Dragon Ball: The Breakers, za Windows, Nintendo Switch, PlayStation 4, Xbox One.

#### Društvena igra
Kompanija R. Talsorian Games je 1999. godine proizvela stonu igru uloga pod nazivom .

#### Kolekcionarske karte
Kompanija Bandai proizvela je kolekcionarski set karata za serije Zmajeva kugla, Zmajeva kugla Z, i Zmajeva kugla GT. Kartice sadrže scene iz animea i mange, kao i nove ilustracije. Prvi set izašao je jula 2008. godine.

## Uticaj
Serijal Zmajeva kugla smatra se fenomenom u pop kulturi. U Japanu, 9. maj proglašen je „Danom Gokua“ jer se kandžiji za brojeve pet i devet mogu čitati kao „Go“ i „Ku“. Tvorcu franšize, Akiri Torijami dodeljen je francuski medaljon viteza zbog uticaja koje je njegovo stvaralaštvo, pogotovo Zmajeva kugla, ostavilo na francusku kulturu.
Mnoge mangake, kao što su Eičiro Oda (One Piece), Masaši Kišimoto (Naruto), Taito Kubo (Bleach), Hiro Mašima (Fairy Tail) i Kentaro Jabuki (Black Cat), navele su Zmajevu kuglu kao veliku inspiraciju.
Muzičari kao što su Kris Braun, Big Šon, Lil Uzi Vert, The Weeknd, , Animax Denzel Kari, B.o.B., Souija Boy, Drejk i Frenk Oušen pominjali su i aludirali na Zmajevu kuglu u svojim pesmama. Takođe, sportisti kao što su Dearon Foks i Lonzo Bol, pominjali su franšizu tokom svoje karijere. Japanska kikbokserka Pančan Rina izabrala je „Pan” kao nadimak zbog istoimenog lika iz serije. Japanski borac mešovitih borilačkih veština, Icuki Hirata, je zbog svog izgleda poznata u ringu kao „Android 18,“ koja je takođe lik iz Zmajeve kugle.
Kacuhiro Harada, jedan od producenata igrice Tekken, naveo je Zmajevu kuglu kao prvu seriju koja je vizualizovala či, te da je zbog toga uticala na mnoge igrice, pogotovo borilačke kao što je Street Figther.